# Syndrom učence

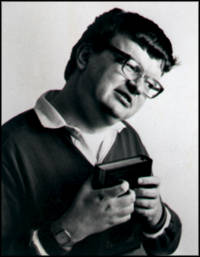
Kim Peek, jeden z diagnostikovaných syndromem učence

Syndrom učence (anglicky Savant syndrome) je vzácně se vyskytující stav, kdy člověk (savant, česky učenec) s mentálním postižením zároveň vykazuje v určitých oblastech schopnosti, které vysoce překračují normu lidí bez mentálního postižení. Syndrom učence se vyskytuje zejména u osob s poruchami autistického spektra nebo u osob po poranění mozku.
Nejvýrazněji se syndrom učence projevuje jako vrozený u osob, které jsou silně podprůměrné v IQ testech, ale vykazují výjimečné schopnosti v určitých oblastech (například rychlé počítání, výtvarné umění, paměť nebo hudba). Přestože je syndrom učence nazýván „syndrom“, není zařazen mezi mentální poruchy a není ani součástí mentálních poruch uváděných v diagnostických manuálech např. pod kódy ICD-10 nebo DSM-5.
Syndrom učence může být také získaný, ačkoli tento typ je vzácnější. Darold Treffert ve své studii z roku 2010 popisuje 32 lidí, u kterých se po onemocnění demencí, zranění, otřesu mozku nebo epilepsií projevil syndrom učence.

## Symptomy
Výjimečné schopnosti lidí se syndromem učence jsou zejména v pěti oblastech: paměť, výtvarné umění, hudba, aritmetika a prostorové vnímání. Nejčastěji se syndrom projevuje ve formě „kalendářních učenců“ , což jsou lidé, kteří dokážou vypočítat den v týdnu pro jakékoli datum s neobyčejnou rychlostí a přesností nebo si vyvolat podrobné vzpomínky z jakéhokoli dne.
Zhruba polovina „učenců“ má různé poruchy autistického spektra. Je odhadováno, že 10 % všech lidí s poruchou autistického spektra má nějakou formu syndromu učence. Druhá polovina „učenců“ má nějakou poruchu nebo poškození centrálního nervového systému.

## Mechanizmus vzniku

### Psychologický
Neexistuje žádná široce přijímaná teorie, která by vysvětlovala kombinaci talentu a deficitu typických pro syndrom učence. Podle jedné hypotézy se autisté při zpracovávání podnětů soustředí spíše na detaily, tudíž tento kognitivní styl může být predispozicí pro talent spojený s tímto syndromem.
Jiná hypotéza tvrdí, že „učenci“ jsou podle empathizing-systemizing teorie hyper-systemizující, což vytváří dojem talentu. Tato teorie klasifikuje lidi podle toho, zda zakládají své schopnosti na empatii s ostatními nebo na „systemizování“ faktů o okolním světě. Pozornost na detaily je důsledkem zlepšené percepce nebo senzorické hypersenzitivity u jedinců se syndromem učence. Bylo také potvrzeno, že někteří „učenci“ umí operovat s informacemi na úrovních, které se vyskytují i u běžné populace, ale nejsou pro ně vědomě dostupné.

### Neurologický
Syndrom učence vzniká také poškozením levého předního spánkového laloku, což je oblast mozku klíčová pro zpracovávání smyslových vjemů, rozpoznávání objektů a vytváření vizuálních vzpomínek. Syndrom byl úspěšně uměle replikován pomocí transkraniální magnetické stimulace, která dočasně „deaktivovala“ výše uvedenou oblast mozku.

## Epidemiologie
Neexistují žádné konkrétní statistiky lidí postižených syndromem učence. Odhady mluví o „mimořádně vzácném“ výskytu. Zhruba 1 z 10 lidí s poruchou autistického spektra má schopnosti, které by se daly charakterizovat jako syndrom učence. Britská studie z roku 2009 ale zjistila, že ze 137 rodičů autistických dětí 28 % věří, že jejich dítě má v nějaké oblasti schopnosti, které převyšují normu pro běžnou populaci.
Získaný syndrom učence byl zatím reportován v cca 50 případech.
Syndrom učence se vyskytuje výrazně častěji u mužů: převažují nad ženami zhruba v poměru 6:1. U lidí postižených konkrétně některou poruchou autistického spektra se syndrom vyskytuje u mužů 4,3× častěji než u žen.

## Historie
Pojem idiot savant byl poprvé použit lékařem Johnem Langdonem Downem. John Langdon Down je znám zejména první charakteristikou Downova syndromu. Termín byl v té době používán často nesprávně, protože ne všechny případy spadaly pod tehdejší definici termínu idiot (těžká mentální retardace). Termín autistický učenec byl také užíván nesprávně, protože jen zhruba polovina lidí s diagnostikovaným syndromem učence má poruchu autistického spektra. Nakonec se ustálilo nynější označení syndrom učence.

## Vybrané případy
- Temple Grandinová[24]
- Derek Amato[25]
- Jason Padgett[26]
- Kim Peek
- Daniel Tammet